# Phasmocera
Phasmocera är ett släkte av steklar. Phasmocera ingår i familjen sköldlussteklar.
Kladogram enligt Catalogue of Life:
| Phasmocera | \| \| Phasmocera kerzhneri \| \| \| \| \| \| Phasmocera stimula \| \| \| \| |
|            | \| \| Phasmocera kerzhneri \| \| \| \| \| \| Phasmocera stimula \| \| \| \| |
|            | Phasmocera kerzhneri                                                        |
|            |                                                                             |
|            | Phasmocera stimula                                                          |
|            |                                                                             |